# آدم أريكسون (لاعب كرة قدم)
آدم أريكسون (بالسويدية: Adam Eriksson) (و. 1990  م) هو لاعب كرة قدم، من السويد، ولد في بوروس، يلعب كمُدَافِع.

## روابط خارجية
- آدم أريكسون على موقع اتحاد السويد (السويدية)
- آدم أريكسون على موقع قاعدة بيانات كرة القدم.إي يو (الإنجليزية)
- آدم أريكسون على موقع Soccerway.com (الإنجليزية)